# Shell River (municipalité rurale)
Pour les articles homonymes, voir Shell River.
Shell River est une municipalité rurale du Manitoba située à l'ouest de la province dans la région de Parkland. La population de la municipalité s'établissait à 955 personnes en 2001. La ville de Roblin est enclavée dans le territoire de la municipalité.

## Territoire
Les communautés suivantes sont comprises sur le territoire de la municipalité rurale :
- Boggy Creek
- Deepdale
- Makaroff
- San Clara
- Tummel

## Référence
- (en) Cet article est partiellement ou en totalité issu de l’article de Wikipédia en anglais intitulé « Rural Municipality of Shell River » (voir la liste des auteurs).